# Jaipal Reddy
Pour les articles homonymes, voir Reddy (homonymie).
Sudini Jaipal Reddy (16 janvier 1942 - 28 juillet 2019) est un homme politique indien qui est député du Lok Sabha pendant cinq mandats. Il représente la circonscription Chevella de Telangana et est membre du Congrès national indien. Il est ministre de l'Information et de la Radiodiffusion dans le cabinet IK Gujral en 1998. En 1999, il revient au Congrès national indien après 21 ans. En 2004, il est réélu au 14e Lok Sabha de la circonscription de Miryalaguda Lok Sabha, puis il est ministre de l'Union pour l'information et la radiodiffusion et ministre de l'Union pour le développement urbain au sein de l'Alliance progressiste unie -1. En 2009, il est réélu au 15e Lok Sabha dans la circonscription de Chevella et est ministre du Développement urbain et ministre du Pétrole et du Gaz naturel de l'Union. Il est ministre de l'Union auprès du ministère des Sciences de la Terre et du ministère de la Science et de la Technologie du 29 octobre 2012 au 18 mai 2014.
Reddy est né à Nermatta, un village de Chandur Mandal dans le district de Nalgonda dans l'État de Telangana, mais il est en fait originaire de Madgula, district de Mahabub Nagar (aujourd'hui district de Ranga Reddy ) à Telangana. Il était atteint de polio depuis l'âge de 18 mois  et utilisait des béquilles pour marcher.
Il est titulaire d'une maîtrise de l'Université d'Osmania, Hyderabad. Il a été agriculteur. Il épouse Lakshmi le 7 mai 1960. Le couple a deux fils et une fille.

## Carrière
Reddy est un leader étudiant pendant sa vie universitaire et il rejoint le Congrès national indien dans les années 1970. Il devient député de Kalwakurthy dans l'Andhra Pradesh.
Reddy est député de Kalwakurthy entre 1969 et 1984, une circonscription de l'Andhra Pradesh pour quatre mandats. Il quitte le Parti du Congrès pour protester contre l'état d'urgence et rejoint le parti Janata en 1977, puis son parti dissident, Janata Dal. Il est secrétaire général du parti Janata de 1985 à 1988. Il est élu au 8e Lok Sabha en 1984 depuis Mahbubnagar Lok Sabha. Il rejoint le Parti du Congrès en 1999 et est élu 14e en 2004 dans la circonscription de Miryalaguda et 15e en 2009 dans Chavella. Il est également membre du Rajya Sabha à deux reprises, 1990-1996 et 1997-1998.
Il occupe également le poste de chef de l'opposition au Rajya Sabha pendant un an, de juin 1991 à juin 1992. Il est ministre de l'Information et de la Radiodiffusion au sein du gouvernement à deux reprises : en 1997-1998 sous IK Gujral et à partir de 2004 sous Manmohan Singh avec une responsabilité supplémentaire pour la culture. Il est également ministre du Développement urbain, du Pétrole et du Gaz naturel.
Il est porte-parole de plusieurs partis et reçoit le prix parlementaire exceptionnel en 1998. Il est le premier originaire du sud de l'Inde et le plus jeune parlementaire à remporter ce prix.

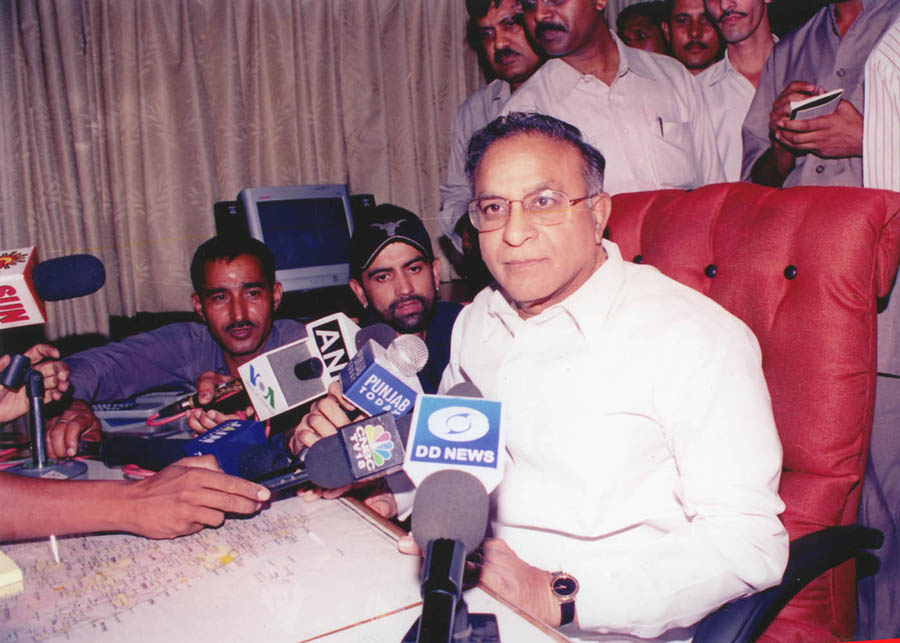
Jaipal Reddy dans son bureau après avoir pris ses fonctions de ministre de l'Information et de la Radiodiffusion à New Delhi le 24 mai 2004

Le dernier remaniement ministériel du gouvernement UPA-II a lieu le 28 octobre 2012. Reddy est transféré au ministère des Sciences et de la Technologie après avoir exprimé des divergences sur l'allocation de gaz à Reliance et son refus d'accepter les demandes de Reliance. Le ministère du pétrole avait infligé une amende de 7 000 Rs. crores à l'entreprise de Mukesh Ambani pour la forte baisse de la production de gaz et les violations mentionnées dans le rapport 2011 du CAG . En outre, le Ministère du Pétrole n'a pas approuvé la participation de 7,2 milliards de dollars de la société dans l'accord avec BP. Les partis d'opposition, dont le BJP, le SP et l'AAP, ont déclaré qu'il avait été démis de ses fonctions en raison de pressions présumées de la part des grandes entreprises, en particulier du groupe Reliance Industries. Il a toutefois réfuté ces affirmations et déclaré qu'il devait comprendre le nouveau portefeuille,,.
Reddy est décédé le 28 juillet 2019 à l'hôpital AIG de Gachibowli à Hyderabad d'une pneumonie.